# 窄頭裸胸鱔
窄頭裸胸鱔，又稱窄頭裸胸鯙，為輻鰭魚綱鰻鱺目鯙亞目鯙科的其中一種，分布於東南太平洋的秘魯海域，體長可達51公分，為底棲性魚類，屬肉食性，生活習性不明。

## 擴展閱讀
維基物種上的相關：窄頭裸胸鱔